# Årslevs kommun
Årslevs kommun var en kommun i Fyns amt i Danmark. Sedan 2007 ingår den i Fåborg-Midtfyns kommun.